# 実録 最後の総会屋
『実録・最後の総会屋』（じつろく・さいごのそうかいや）は、日本のオリジナルビデオ。竹内力主演。2001年8月21日にミュージアムよりリリース。101分。

## キャスト
- 大原龍士 - 竹内力
- 井沢（バーのマスター） - 不破万作
- カナ - しいなまお
- カミゾノマモル（大旺航空 株主総会担当） - 唐渡亮
- カワサキ（広島のヤクザ） - 奈良坂篤
- 電気屋（大原龍士の親戚） - 山本竜二
- サカシタ（電気屋店員） - 中野裕斗
- マルヤマ - 土平ドンペイ
- ミツハシ - 諏訪太郎
- 大日運輸 株主総会担当 - 野口雅弘
- 総会屋 - 森羅万象
- 総会屋（島原の側近） - 吉田祐健
- 島原（総会屋） - 本田博太郎

## スタッフ
- 監督：渡辺武
- 製作：中島仁
- 原作：大下英治『最後の総会屋』（徳間文庫刊）
- 企画：伊藤秀裕
- プロデューサー：小野誠一、阿部直木
- 脚本：辻裕之
- 音楽：トルステン ラッシュ
- キャスティングプロデューサー：綿引近人
- 撮影：小松原茂
- 照明：村澤浩一
- 録音：佐藤幸哉
- 美術：橋本千春
- 編集：太田義則
- 音響効果：柴崎憲治
- VE：坂上忠雄
- 助監督：山本英之
- 制作担当：東克治
- 企画協力：西森豊朗、鶴元孔丈
- 監督助手：近藤健一、稲葉博文
- CA：浜野良太
- EED：石川高史、山岸宏一
- MA：中田裕章
- 装飾：竹安正登
- 持道具：志鷹理恵
- 衣裳：波多野芳一
- ヘアメイク：高森優子
- スチール：石川登栂子
- 方言指導：津田尊成
- 制作主任：木村貴司
- 制作進行：加々見剛
- 制作協力：エクセレントフィルム
- 制作：ミュージアムピクチャーズ
- 製作：ミュージアム

## ソフト
- VHS：2001年8月21日リリース
- DVD：2003年5月25日リリース